# Счастливое (Криворожский район)
Счастливое (укр. Щасливе, до 2024 года — Новокурское) — село в Широковском районе Днепропетровской области Украины. Входит в состав Шестернянского сельского совета.
Код КОАТУУ — 1225887703. Население по переписи 2001 года составляло 651 человек .

## Географическое положение
Село Новокурское находится на левом берегу реки Ингулец,
выше по течению на расстоянии в 1,5 км расположено село Андреевка,
ниже по течению на расстоянии в 3 км расположено село Шестерня,
на противоположном берегу — сёла Андреевка, Городоватка и Розовка.

## Экономика
- ООО «Дружба Плюс».

## Объекты социальной сферы
- Школа.
- Фельдшерский пункт.
- Клуб.

## Достопримечательности
- Братская могила советских воинов.